# Geinitzella
Geinitzella es un género de foraminífero bentónico considerado homónimo posterior de Geinitzella Waagen & Wentzel, 1866, y sustituido por Geinitzina, el cual es considerado a su vez un sinónimo posterior de Lunucammina de la familia Geinitzinidae, de la superfamilia Geinitzinoidea, del suborden Fusulinina y del orden Fusulinida. Su especie tipo era Textularia cuneiformis. Su rango cronoestratigráfico abarcaba desde el Pennsylvaniense (Carbonífero superior) hasta el Lopingiense (Pérmico superior).

## Clasificación
Geinitzella incluye a la siguiente especie:
- Geinitzella cuneiformis †

En Geinitzella se ha considerado el siguiente subgénero:
- Geinitzella (Lunucammina), aceptado como género Lunucammina